# Marine prussienne

Drapeau de la marine prussienne en 1850.

La Marine prussienne (Preußische Marine) était la marine militaire du royaume de Prusse. Son existence officielle s'étend de 1701 à 1867. Elle a ensuite été remplacée par la Norddeutsche Bundesmarine, la marine de la confédération de l'Allemagne du Nord.
La puissance militaire prussienne a toujours été principalement terrestre ; sa composante maritime, créée dès la fondation de la marche de Brandebourg sous le nom de marine brandebourgeoise, n'a jamais eu une puissance équivalente.

## La marine de l'électorat de Brandebourg

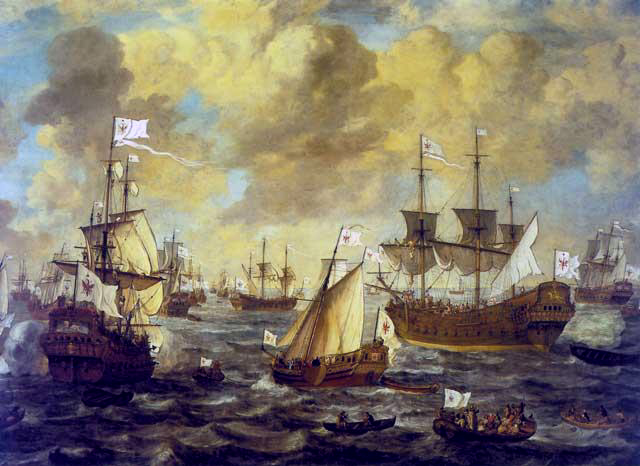
La Marine du Brandebourg en pleine mer, par Lieve Verschuier, 1684.

La principauté de Brandebourg, qui a précédé le royaume de Prusse, possédait sa propre marine depuis le XVIe siècle. C'est cependant sous le règne de l'électeur Frédéric Guillaume (1620-1688) qu'elle prit véritablement son essor et atteignit son apogée. Pour ce souverain, la navigation et le commerce étaient parmi les plus nobles entreprises qu'un état puisse accomplir et il s'efforça de développer un empire colonial outre-mer. Les navires brandebourgeois ne se contentèrent donc plus de sillonner la Baltique, la mer du Nord et la Manche, mais croisèrent également en Méditerranée, aux Antilles et en Afrique. La marine de guerre devint un instrument efficace, avec lequel le souverain allemand pensa pouvoir défier l'Espagne, son ancienne alliée des guerres de Hollande et de Scanie, qui s'était engagée à financer l'effort de guerre du Brandebourg et lui devait à ce titre la somme de 1 800 000 thalers, qu'elle ne pouvait ou ne voulait pas payer. Les escadres brandebourgeoises attaquèrent donc les bâtiments espagnols dans les années 1680, tentant sans succès de s'emparer de la flotte de l'or en provenance d'Amérique du Sud. Le 30 septembre 1681, six vaisseaux brandebourgeois commandés par Thomas Alders furent mis en déroute par une flotte espagnole au large du cap Saint-Vincent lors du principal engagement de ce conflit.
Les successeurs de Frédéric Guillaume Ier ne montrèrent pas le même intérêt pour la marine, les expéditions navales et l'expansion outre-mer. La marine brandebourgeoise périclita et sa fin coïncida avec la cession aux Pays-Bas des possessions coloniales brandebourgeoises, par Frédéric Ier, fils de Frédéric Guillaume Ier et roi de Prusse à compter de 1701.

## LeXVIIIesiècle

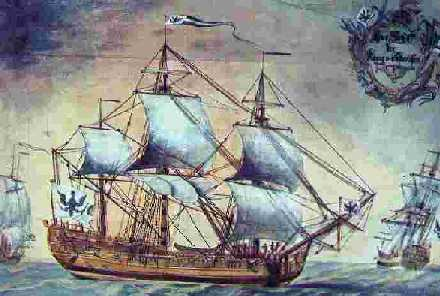
La frégate Koenig von Preussen, 1750.

Les souverains de la Prusse du XVIIIe siècle ne s'intéressèrent guère à la marine. Compte tenu à la fois d'une situation géographique principalement continentale et de l'absence de frontières naturelles, la Prusse devait consacrer l'essentiel de son effort militaire à son armée de terre, comptant sur ses bonnes relations avec les puissances navales voisines, le Danemark et les Pays-Bas pour assurer sa défense maritime.
Frédéric II (« le Grand ») considérait ainsi que la Prusse n'avait rien à gagner à chercher à développer sa propre marine de guerre. Le royaume ne pouvait espérer rivaliser sur ce terrain avec les puissantes flottes de Grande-Bretagne, de France, d'Espagne, du Danemark ou de la Russie et il considérait que les batailles navales décidaient rarement de l'issue d'un conflit. Il estimait donc préférable de disposer de la meilleure armée de terre d'Europe plutôt que de doter son pays d'une marine insignifiante. Il ne put cependant faire l'économie d'une guerre fluviale contre la Suède, pendant la guerre de Sept Ans, qui fut menée avec des moyens de fortune et peu de succès, puisque la flottille prussienne fut battue le 10 septembre 1759 dans la lagune de Stettin, lors de la bataille de Neuwarp.
Cependant, le monarque prussien voulut malgré tout que son pays participe au commerce maritime international et à cette fin, il créa ou favorisa la création de plusieurs sociétés de commerce à vocation maritime. Une Société de Commerce maritime fut ainsi fondée en 1772, qui existe encore aujourd'hui sous la forme d'une fondation dénommée Preußische Seehandlung.

## LeXIXesiècle

Pavillon de la marine de guerre prussienne

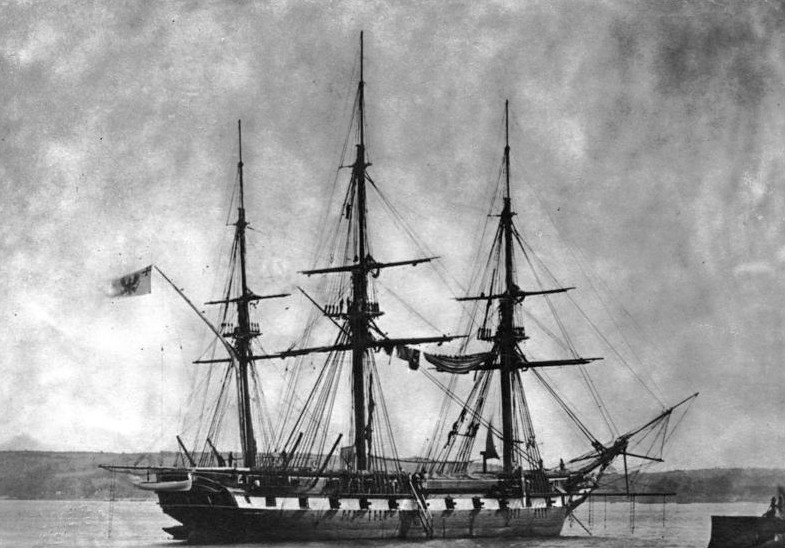
Frégate de la marine prussienne Thetis en 1867.

À la fin des guerres napoléoniennes, la Prusse commença à se doter d'une petite flotte destinée à sa défense côtière mais la priorité fut donnée au développement d'une flotte marchande, apte à se défendre par ses propres moyens et à assurer des missions militaires. Dans ce projet la Preußische Seehandlung joua un rôle décisif. Ses navires étaient armés  et arboraient le pavillon prussien. Cette flotte fut en service jusqu'aux alentours des années 1850.
L'un des plus ardents promoteurs d'une flotte prussienne était le prince Adalbert de Prusse (1811-1873). Il avait entrepris un grand nombre de croisières et avait pu apprécier la valeur d'une marine pour soutenir les intérêts tant politiques qu'économiques d'une nation.